# Гидроселенит натрия
Гидроселенит натрия — неорганическое соединение,
кислая соль натрия и селенистой кислоты с формулой NaHSeO3,
бесцветные кристаллы,
растворяется в воде.

## Получение
- Нейтрализация селенистой кислоты разбавленным раствором едкого натра:

{\displaystyle {\mathsf {H_{2}SeO_{3}+NaOH\ {\xrightarrow {}}\ NaHSeO_{3}+H_{2}O}}}

## Физические свойства
Гидроселенит натрия образует бесцветные кристаллы.
Растворяется в воде.
Образует аддукты вида NaHSeO3•H2SeO3 и NaHSeO3•3H2SeO3.

## Химические свойства
- Разлагается при нагревании с образованием диселенита натрия:

{\displaystyle {\mathsf {2NaHSeO_{3}\ {\xrightarrow {320^{o}C}}\ Na_{2}Se_{2}O_{5}+H_{2}O}}}

## Применение
- В производстве питательных сред.
- В микродозах при лечении животных.
- В производстве пищевых добавок.
- В комбикормовой промышленности как добавка в комбикорма.